# Zeitz
Zeitz település Németországban, azon belül Szász-Anhalt tartományban. Lakosainak száma 28 345 fő (2023. december 31.). Zeitz Teuchern, Hohenmölsen, Elsteraue, Kretzschau, Gutenborn, Schnaudertal és Starkenberg községekkel határos.

## Népesség
A település népességének változása:
| Lakosok száma | 28 381 | 27 955 | 27 003 | 27 976 | 28 345 |
|               | 2017   | 2019   | 2021   | 2022   | 2023   |